# هايتي في الألعاب الأولمبية
هايتي في الألعاب الأولمبية تقوم اللجنة الأولمبية الهايتية بالإشراف في شؤون مشاركة هايتي في الألعاب الأولمبية، شاركت هايتي حتى دورة 2012 ب16 دوة ر أول مرة كانت في الألعاب الأولمبية في دورة 1900 في باريس في فرنسا، فازت هايتي بميداليتين واحدة فضية وواحدة برونزية.